# Farmingdale (Nowy Jork)
Farmingdale – wieś w Stanach Zjednoczonych, w hrabstwie Nassau na wyspie Long Island w stanie Nowy Jork. W zakładach Republic Aviation w Farmingdale podczas II wojny światowej wytwarzane były samoloty P-47 Thunderbolt, które wniosły duży wkład w walki powietrzne nad Europą
W Farmingdale na terenach po byłym lotnisku fabrycznym Republic Aviation znajduje się muzeum lotnictwa American Airpower Museum.